# Izotón
Az izotónok olyan nuklidok, melyek neutronszáma azonos, de rendszámuk (és így tömegszámuk is) különböző.
Izotón például a trícium (Z=1, N=2, A=3) és a 4He (Z=2, N=2, A=4), vagy a 36S, 37Cl, 38Ar, 39K és 40Ca (N=20).